# Služby vzdálené plochy
Služby vzdálené plochy (anglicky Remote Desktop Services, RDS), známé jako Terminálové služby v systému Windows Server 2008 a v předchozích verzích, jsou jednou ze součástí systému Microsoft Windows, které umožňují uživateli převzít kontrolu nad vzdálenými počítači nebo nad virtuálními stroji přes síťové připojení. RDS je implementací tenkého klienta společnosti Microsoft, ve kterém jsou Windows aplikace a všechny pracovní plochy počítače, u kterých je spuštěn RDS, dostupné pro stroj vzdáleného klienta, který podporuje Remote Desktop Protocol (zkratka RDP). Prostřednictvím RDS jsou do klientského systému přenášena pouze uživatelská rozhraní softwaru. Všechny vstupy z klientského systému jsou přenášeny na server, na kterém je software spuštěn.
To je v kontrastu se systémy pro streamování aplikací, jako je Microsoft App-V, ve kterých jsou počítačové programy na vyžádání klienta prováděny na klientském počítači.
Obchodní značka (brand) RemoteFX, která zahrnuje sadu technologií nad RDP, byla zavedena ve Windows Server 2008 R2 Service Pack 1.

## Přehled
RDS byl poprvé vydán jako „Terminálový Server“ v rámci „Windows NT Server 4.0 Terminal Server Edition“, což byl samostatný operační systém verze SP3. Počínaje Windows 2000 byla role RDS nepovinná a stala se základem rodiny operačních systémů Windows NT a dále byla vylepšována s každou novou verzí Windows. Přejmenování na „Službu vzdálené plochy“ se objevilo od verze Windows Server 2008 R2, v roce 2009.
Windows obsahuje tři klientské komponenty, které využívají RDS:
1. Windows Remote Assistance
2. Remote desktop connection (RDC)
3. Fast User Switching

První dvě komponenty jsou jednotlivé nástroje, které umožňují uživateli převzít kontrolu nad vzdálenými počítači v rámci počítačové sítě. V případě komponenty Remote Assistance vzdálený uživatel potřebuje obdržet pozvání a následně se spolupodílí na ovládání systému. V případě RDC ale vzdálený klient otevírá novou relaci na vzdáleném počítači a má přiřazená veškerá oprávnění a omezení daná uživatelským účtem. Fast User Switching dovoluje uživatelům přepínat mezi uživatelskými účty na lokálním počítači bez nutnosti vypnutí softwaru a odhlášení. Fast User Switching je součástí Winlogon a využívá RDS k dosažení jeho přepínací funkce. Vývojáři třetích stran také vytvořili klientský software pro RDS. Například rdesktop, který podporuje Unix platformu.
Ačkoliv je RDS dodáváno ve většině edicí všech verzí Windows NT počínaje Windows 2000, tak se jeho funkcionalita liší v každé verzi. Windows XP Home Edition nepřijímá vůbec žádné RDC připojení, RDS zde byla vyhrazena pouze pro Fast User Switching a Remote Assistance. Ostatní klientské verze Windows umožňují maximálně jednomu vzdálenému uživateli připojit se k systému, na úkor již přihlášených uživatelů konzole, kteří jsou vzápětí odhlášeni. Windows server umožňuje dvěma uživatelům připojení v ten samý čas. Tento licenční systém byl nazván „Remote Desktop for Administration“ a usnadňuje administraci počítačů, které nemají vlastní monitor a klávesnici. Pouze po zajištění dodatečných licencí (dodatečně k systému Windows) může počítač se systémem Windows Server obsluhovat více vzdálených uživatelů v jeden čas a tím dosáhnout infrastruktury virtuální ploch.
V organizacích umožňuje RDS IT oddělením instalovat aplikace na centrální server, čímž odpadne potřeba instalovat aplikace na každý počítač zvlášť. Vzdálení uživatelé se mohou přihlásit a užívat tyto aplikace napříč sítí. Taková centralizace aplikací může usnadnit údržbu a odstraňování problémů. Ověřovací systémy RDS a Windows zabraňují neoprávněnému přístupu k aplikacím či k datům.
Společnost Microsoft má dlouhodobou dohodu s firmou Citrix Systems, která má usnadnit sdílení technologií a patenty licencí mezi Microsoft Terminal Services a Citrix XenApp (dříve Citrix MetaFrame a Citrix Presentation Server). Citrix má v tomto uspořádání přístup ke klíčovému zdrojovému kódu pro platformu Windows, což dovoluje zlepšovat zabezpečení a výkon platformy Terminálových služeb (Terminal Services).

## Architektura
RDS se skládá z několika komponent:

### Terminálový server
Terminálový server je serverová součást Terminálových služeb. Úkolem této komponenty je ověřování klientů a zpřístupňování aplikací vzdáleně. Tato součást je také pověřena omezováním klientů na základě jejich stupně přístupu. Terminálový server respektuje nakonfigurované omezení podle zásad daného softwaru tak, aby omezil přístup určitého softwaru pouze pro pověřené uživatele. Informace o vzdálené relaci jsou uloženy ve specializovaných adresářích nazývaných Adresářem Relací (Session Directory), které jsou uložené na serveru. Tyto adresáře jsou používané k ukládání informací o stavu relací a také mohou být použity pro obnovení přerušených relací. Terminálový server musí tyto adresáře spravovat. Terminálový server může být také použit v konfiguraci typu cluster.

### Brána vzdálené plochy
Brána vzdálené plochy (též RD Gateway) může tunelovat RDP relaci použitím HTTPS kanálu. To zvyšuje zabezpečení RDS zapouzdřením relace prostřednictvím služby Transport Layer Security (TLS). Také zpřístupňuje možnost použít Internet Explorer jako klienta RDP. Oficiální MS RDP klient pro Mac OS X podporuje Bránu vzdálené plochy od verze 8. K dispozici je také pro systémy iOS a Android.
Tato funkce byla představena v produktech Windows Server 2008 a Windows Home Server.

### RemoteApp
RemoteApp (též TS RemoteApp) je speciální režim RDS dostupný v systému Windows Server 2008 R2 a novějších, kde je konfigurace vzdálené relace integrována do operačního systému klienta. Klient RDP 6.1 se dodává s Windows XP SP3, KB952155 pro uživatele Windows XP SP2, Windows Vista SP1 a Windows Server 2008. Uživatelské rozhraní vykresluje aplikace RemoteApp v okně místní pracovní plochy desktopu a spravuje se jako kterékoli jiné okno aplikace spuštěné na místním počítači. Výsledkem toho je, že se vzdálené aplikace chovají do značné míry jako místní aplikace. Vytvoření vzdálené relace, stejně jako přesměrování místních zdrojů do vzdálené aplikace, je pro uživatele transparentní. V jedné relaci RemoteApp lze spustit více aplikací, z nichž každá má svá vlastní okna.
Aplikaci RemoteApp lze zabalit jako soubor .rdp nebo distribuovat v balíčku .msi (Instalační služba systému Windows). Při zabalení jako soubor .rdp (který obsahuje adresu serveru RemoteApp, schémata ověřování, která se mají použít, a další nastavení) lze aplikaci RemoteApp spustit dvojitým kliknutím na soubor. Vyvolá klienta Připojení ke vzdálené ploše, který se připojí k terminálovému serveru a vykreslí uživatelské rozhraní. Aplikaci RemoteApp lze také zabalit do .msi balíčku, její instalace může zaregistrovat aplikaci RemoteApp v Nabídce Start a vytvořit zástupce pro její spuštění. Aplikaci RemoteApp lze také zaregistrovat jako obsluhu pro typy souborů nebo identifikátory URI. Otevření souboru registrovaného pomocí RemoteApp nejprve vyvolá Připojení ke vzdálené ploše, které se připojí k terminálovému serveru a poté soubor otevře. Jakákoli aplikace, ke které lze přistupovat přes vzdálenou plochu, může sloužit jako vzdálená aplikace.
Windows 7 obsahuje vestavěnou podporu pro publikování aplikací RemoteApp, ale musí být povolena ručně v registrech, protože v klientských verzích systému Microsoft Windows neexistuje konzole pro správu RemoteApp.
V Linuxu je možné RemoteApp využít pro vzdálené spouštění aplikací v lokálním okně.

## Role
Služby Brána Vzdálené Plochy
Umožňuje autorizovaným uživatelům přihlásit se k virtuálním desktopům, vzdáleným aplikacím apod. prostřednictvím soukromé sítě nebo Internetu.
Remote Desktop Connection Broker
Umožňuje autorizovaným uživatelům přihlásit se k virtuálním desktopům, vzdáleným aplikacím apod. prostřednictvím soukromé sítě nebo Internetu. Umožňuje uživatelům připojit se k jejich již existujícím virtuálním desktopům, vzdáleným aplikacím a session-based desktopům. Dokáže distribuovat zátěž mezi hostovací servery, které zprostředkovávají RD relace, a poskytuje přístup k virtuálním desktopům.
Remote Desktop Session Host
Umožňuje serveru hostovat vzdálené aplikace jako session-based desktop. Uživatelé se mohou připojit k RD Session Host serveru a spouštět tak vzdáleně programy, ukládat soubory a využívat prostředky, které jsou k dispozici na těchto serverech. Uživatelé mohou přistupovat ke vzdálené ploše prostřednictvím aplikace Připojení ke vzdálené ploše a nebo pomocí programu RemoteApp.
Remote Desktop Virtualization Host
Umožňuje uživatelům připojit se k virtuálním počítačům a užívat vzdálené aplikace a počítačové připojení.
Remote Desktop Web Access
Umožňuje uživatelům přístup ke vzdáleným aplikacím a počítačovému připojení prostřednictvím Nabídky Start či prostřednictvím webového prohlížeče.
Remote Desktop Licensing
Dovoluje serveru řídit přístupová oprávnění k RDS klientovi (RDS CALs), které jsou vyžadovány pro každé zařízení uživatele, aby mu bylo umožněno připojení k relaci vzdálené plochy hostitele. Licence CAL pro službu RDS jsou licencovány prostřednictvím Správce licencí ke vzdálené ploše.